# Theodor Reuss
Theodor Reuss (født 18. juni 1855 i Augsburg i Tyskland, død 28. oktober 1923 i München) var en tantrisk okkultist, utopisk socialist, journalist, politi-spion, sanger og forkæmper for kvindefrigørelse.
Han stiftede sammen med Carl Cellner den magisk orienterede frimurerrite Ordo Templi Orientis. Han afløste Cellner som overhoved og stormester i riten.